# Mossel Bay
Mossel Bay (af. Mosselbaai) è una città del Sudafrica, nella provincia del Capo Occidentale.
Centro portuale, si affaccia sull'oceano Indiano in una baia a est del capo di Buona Speranza e a ovest di Humansdorp.
Il nome proviene dal neerlandese antico Mosselbaai, in italiano Baia dei mitili, per via dell'abbondanza di tali frutti di mare sulle rocce sottomarine della baia; l'area era stata scoperta in precedenza dall'esploratore portoghese Bartolomeu Dias che, ivi sbarcato il 3 febbraio 1488, nel tentativo di trovare una via d'acqua tra Europa e India, battezzò la baia Aguada de Sào Bras.

## Clima e ambiente
Mossel Bay si trova a metà strada fra Città del Capo e Port Elizabeth. È considerata la città più importante della Garden Route, la strada che costeggia la costa meridionale del Sudafrica. Il Guinness dei Primati la cita come il luogo con il clima più mite del mondo dopo le Hawaii.
La costa della zona di Mossel Bay rappresenta una delle zone più adatte del Sudafrica (e del mondo) per praticare l'osservazione dei cetacei; balene di diverse specie si avvicinano alla costa per allattare i piccoli da giugno a novembre. Molte altre specie marine sono osservabili nei pressi della baia; fra le altre, alcune specie di otarie, delfini, squali e pinguini. È considerata inoltre la capitale dei grandi squali bianchi, per via della presenza di questa specie particolarmente abbondante qui.
La baia si trova nel regno floreale del Capo, una ecoregione floristica dove si trovano una grande quantità di specie vegetali endemiche. Il tipo di vegetazione più diffusa è quella che viene detta fynbos.

## Storia
In alcune caverne nei pressi del promontorio di Pinnacle Point sono stati rinvenuti vari reperti risalenti a quelli che forse furono nostri progenitori, ospitati durante il lungo periodo glaciale detto MIS6 (Marine Isotope Stage 6, in italiano: Stadio isotopico marino 6) tra 165 000 e 35 000 anni fa.
I primi abitanti della baia in epoca storica furono nomadi Khoisan. Alcuni resti di un loro insediamento si possono ancora osservare in una caverna a nord della città, prima tappa del percorso verso Dana Bay, nei pressi della quale si trova anche un "villaggio culturale" Khoisan meta di diversi percorsi turistici. Un'altra tribù che fu certamente presente nella zona è quella dei Goriqua.
Nel 1488 Dias sbarcò sulla spiaggia di Santos (oggi chiamata Madiba in onore di Nelson Mandela). Questo primo contatto fra gli europei e le popolazioni locali fu pacifico.
A partire dal 1497 i portoghesi iniziarono a commerciare con i Khoisan (il primo fu Vasco de Gama), e la baia divenne una tappa consueta per le navi portoghesi, che vi si fermavano per rifornirsi di cibo e acqua.
In quest'epoca, un albero della baia venne scelto dai portoghesi come luogo in cui lasciare lettere che le successive navi avrebbero raccolto (il primo fu Pedro de Ataide, che nel 1500 lasciò una lettera in una scarpa sotto l'albero). Quell'albero, divenuto un monumento nazionale e un'attrazione turistica, oggi viene chiamato "Post Office Tree"; la scarpa di Ataide viene ricordata con una piccola scultura posizionata davanti all'albero. Le lettere imbucate presso l'ufficio postale locale vengono timbrate con la dicitura "Post Office Tree".
Nel 1500 (o 1501) João da Nova eresse la "Pietra di Mossel Bay", una piccola cappella che rappresenta il primo luogo di culto cristiano del Sudafrica. La pietra oggi si trova al National Cultural History Museum of South Africa.
Il primo insediamento europeo stabile di Mossel Bay fu stabilito nel 1729, 77 anni dopo la colonizzazione della non lontana Città del Capo.

## Economia

### Turismo
La principale attrazione turistica di Mossel Bay è il Bartolomeu Dias Museum Complex, situato in pieno centro, a Market Street. È un complesso che include tre musei (il Cultural Museum, il Maritime Museum e lo Shell Museum), un acquario, e il Post Office Tree. Il Cultural Museum è situato nell'antico granaio della VOC, e raccoglie diverse collezioni di oggetti antichi (principalmente del XIX secolo) donati dalla popolazione della città. Il Maritime (Dias) Museum è invece dedicato all'epoca dello sbarco di Dias e alla navigazione portoghese e olandese dei decenni successivi; comprende una ricostruzione della caravella di Dias. Lo Shell Museum esibisce alcune conchiglie ed è situato accanto al piccolo acquario.